# Zirkonium(IV)oxide
Zirkonium(IV)oxide of zirkonia is het oxide van zirkonium, met als brutoformule ZrO2. De stof komt voor als een wit kristallijn poeder, dat vrijwel onoplosbaar is in water. Het komt in de natuur voor als het mineraal baddeleyiet.
Zirkonium(IV)oxide vormt een van de meest bestudeerde keramische materialen.

## Synthese
Zirkonium(IV)oxide wordt bereid uitgaande van het natuurlijk voorkomende mineraal zirkoon (ZrSiO4). Via een industrieel proces wordt uit dit nesosilicaat zirkoon(IV)oxide verkregen met een zuiverheidsgraad van ongeveer 99%.

## Kristalstructuur en eigenschappen
Zirkonium(IV)oxide komt voor als drie polymorfen:
- In normale omstandigheden (bij kamertemperatuur) komt het voor als monokliene kristallen. Zirkonium heeft als coördinatiegetal 7.
- Vanaf 1170 °C is het tetragonaal. Zirkonium heeft als coördinatiegetal 8.
- Vanaf 2370 °C is het kubisch (vlakgecentreerd). Zirkonium heeft als coördinatiegetal eveneens 8.

Boven de 2690 °C bestaat het enkel als smelt. Bij overgang van het ene naar het andere kristalstelsel door stijgende temperatuur ontstaan veelal scheuren, omdat het door volume-expansie aan grote mechanische spanning onderhevig is. Daarom worden verschillende andere oxiden toegevoegd om de tetragonale en de kubische structuur te ondersteunen, waaronder magnesiumoxide, yttriumoxide, calciumoxide en cerium(III)oxide.
Zirkonium(IV)oxide is een amfoteer oxide.

## Toepassingen
Zirkonium(IV)oxide wordt hoofdzakelijk gebruikt als keramisch materiaal. Verder wordt het in de tandheelkunde gebruikt bij het vervaardigen van kronen en bruggen.
Zirkonia is de kubisch kristallijne vorm van zirkonium(IV)oxide. Dit materiaal heeft eigenschappen die dichter bij de kenmerken van diamant komen dan welk ander materiaal ook. Vandaar wordt het als pseudo-diamant gebruikt.